# Cadillac ATS
La Cadillac ATS est un véhicule du constructeur automobile américain Cadillac qui est en vente depuis courant 2012.
Elle est présentée pour la première fois lors du salon de Détroit en janvier 2012.
Elle se place en dessous de la CTS dans la gamme Cadillac et concurrence les Acura TSX, Audi A4, BMW Série 3, Infiniti G, Lexus IS, Lincoln MKZ et Mercedes Classe C.

## Développement

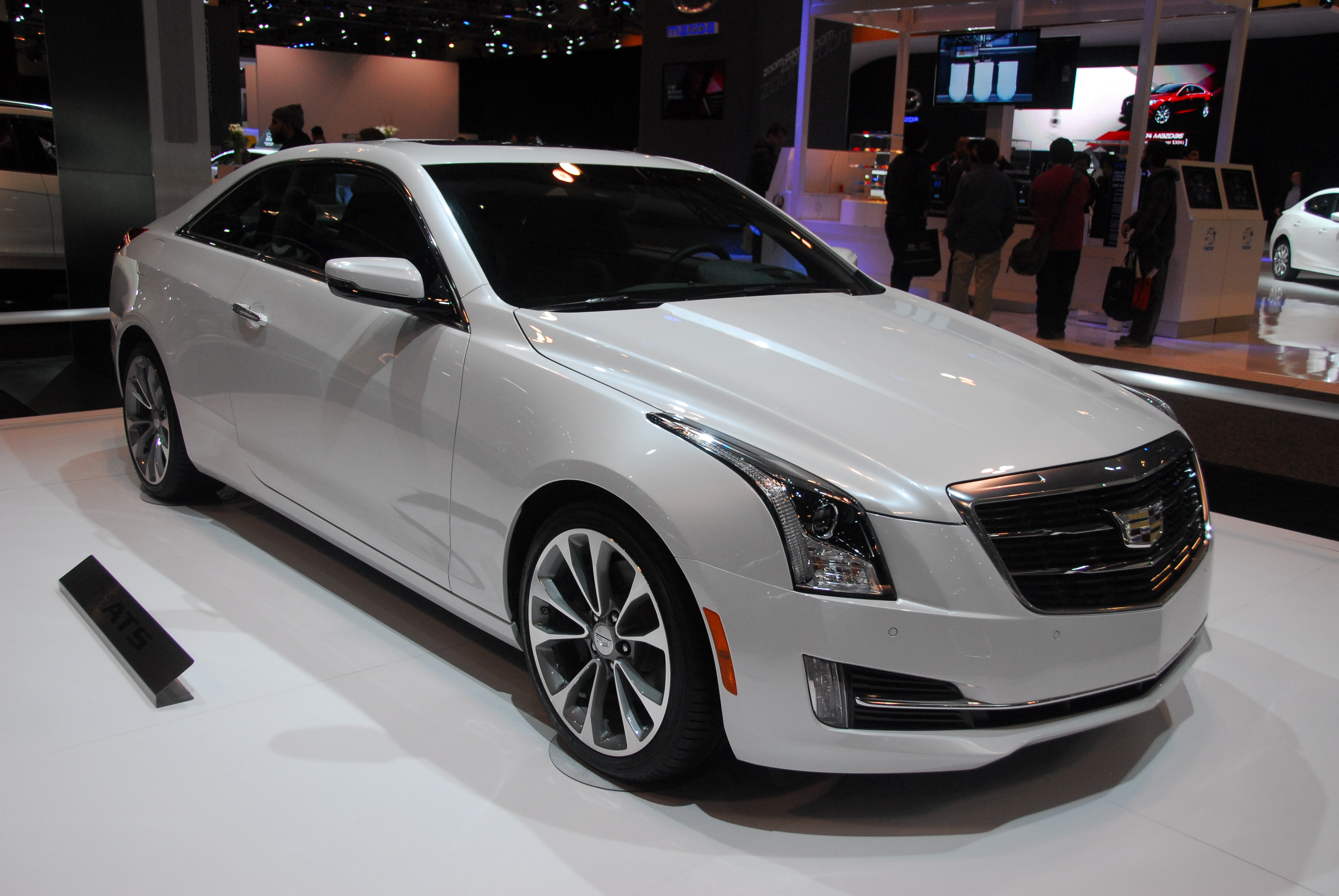
Cadillac ATS Coupé

Les ingénieurs de GM travaillant principalement au General Motors Technical Center à Warren au Michigan, ont développé l'ATS.

### Raisonnement
Avant le début de l'ATS, le plus petit véhicule de Cadillac était la CTS de taille moyenne. La CTS était comparable en prix à des concurrents compacts comme l'Audi A4, la BMW Série 3, la Lexus IS et la Mercedes-Benz Classe C, mais était comparable en taille et en poids à la BMW Série 5 de taille moyenne plus chère. Bien que Cadillac croyait que les clients préféreraient une voiture de la taille de la Série 5 à un prix de la Série 3, cette hypothèse s'est révélée incorrecte. Les recherches de Cadillac ont révélé que les clients cibles qui possédaient déjà des véhicules comme la Série 3 ou l'A4 ne voulaient pas d'un véhicule plus gros. General Motors a commencé le développement d'une voiture plus petite qui satisferait ces clients cibles; cette voiture deviendrait finalement la Cadillac ATS.

### Analyse comparative compétitive
Pour établir les paramètres autour desquels ils concevraient l'ATS, les ingénieurs de GM ont comparé la BMW Série 3 E46 de 1999-2006, que l'ingénieur en chef de l'ATS Dave Masch et son équipe considéraient comme l'itération la plus dynamique et la plus axée sur le conducteur de la Série 3. Les ingénieurs ont mis l'accent sur le faible poids lors du développement de l'ATS et leurs efforts ont abouti à un véhicule fini qui pèse moins que la référence BMW E46. Pour atteindre ce résultat, Masch a suggéré que l'équipe d'ingénierie n'avait pas respecté certaines règles de développement de produits GM qui, si elles avaient été suivies, auraient abouti à un véhicule plus lourd.

### Commercialisation
Le 11 août 2009, Cadillac a présenté à la presse une fiche de style de pré-production de l'ATS. Cadillac a présenté l'ATS de production à la presse le 8 janvier 2012. General Motors a commencé à vendre l'ATS aux États-Unis en août 2012 en tant que modèle 2013. Les ventes en Chine ont commencé le 21 novembre 2013. Les véhicules du marché chinois ont été initialement importés des États-Unis par Shanghai GM. Une ATS-L assemblée en Chine a été lancée en Chine en août 2014.

### Nouvelle plateforme et rafraîchissement mineur pour 2015
Au début du développement de l'ATS, les ingénieurs de GM ont déterminé que la réduction de la taille de la plateforme GM Sigma II qui sous-tendait la CTS de deuxième génération entraînerait un véhicule trop lourd et que l'utilisation d'une plateforme économique à traction avant sacrifierait les performances. Sous la direction de Dave Leone, les ingénieurs de GM ont créé une toute nouvelle plateforme conçue pour être légère et compacte, capable de gérer à la fois les configurations de traction arrière et toutes roues motrices et d'avoir une distribution de poids proche de 50/50. La nouvelle plateforme développée par les ingénieurs GM pour l'ATS s'appelle désormais la plateforme GM Alpha.
Pour l'année-modèle 2015, la Cadillac ATS rafraîchie a acquis l'essentiel de son style de sa version Coupé, la calandre à deux barres, l'emblème Cadillac redessiné, vu en premier sur le coupé ATS, et sera éventuellement placé sur chaque gamme Cadillac. Les réglages extérieurs du carénage avant de la Cadillac ATS de 2015 ont été abaissés et davantage de choix de peinture extérieure ont été effectués. L'intérieur de l'ATS est un report pour 2015, mais a également connu quelques mises à jour technologiques modestes pour 2015.

### Modifications de l'année modèle 2016
Pour l'année modèle 2016, l'ATS remplace la boîte automatique 6 vitesses 6L45 par la nouvelle 8 vitesses 8L45 et le V6 LFX 3,6 L est remplacé par un V6 LGX 3,6 L de nouvelle génération doté d'un système de désactivation des cylindres. La technologie marche/arrêt automatique a été ajoutée pour les modèles V6 de 2,0 L et 3,6 L utilisant la transmission automatique à 8 vitesses. GM a affirmé que ce système à base de supercondensateurs avait réduit la production de CO2 de 6 %.

## Assemblage
General Motors assemble l'ATS à l'usine de montage de Lansing Grand River à Lansing au Michigan. GM a dépensé 190 millions de dollars américains pour moderniser l'usine d'assemblage de Lansing Grand River pour la production d'ATS et a embauché un deuxième quart de travailleurs. GM a commencé à assembler des véhicules destinés à la vente aux clients le 26 juillet 2012.
L'ATS-L du marché chinois est assemblé par SAIC-GM à Shanghai.

## Caractéristiques
L'ATS est une berline compacte à quatre portes et cinq places. Un coupé deux portes a été mis en vente à l'été 2014 en tant que modèle de 2015,. Des versions cabriolet et break devraient être produites, bien que Cadillac n'ait pas encore confirmé ces styles de carrosserie.
Le prix de l'ATS de 2013 variait de 34 000 à 52 000 $ US, soit environ 1 800 $ US de moins que la BMW 328i d'entrée de gamme de 2012,. Le prix de l'ATS de 2014 varie de 33 065 à 58 760 $ US.
L'ATS a un poids à vide de 1 504 à 1 570 kg, selon la configuration, et une répartition en pourcentage du poids de 51/49 de l'avant à l'arrière. Le capot, la suspension avant et le berceau sont en aluminium. La suspension avant est une jambe de force MacPherson, à double pivot, utilisant une paire de rotules et des bras de commande inférieurs. La suspension active Magnetic Ride Control de troisième génération est disponible en option sur la variante Premium propulsion. Un différentiel à glissement limité mécanique est de série avec la variante à transmission manuelle et est disponible sur la boîte automatique.

### Groupes motopropulseurs
L'ATS est disponible dans une disposition de traction arrière ou toutes roues motrices, a quatre moteurs disponibles et deux transmissions disponibles.

#### Moteurs
De 2013 à 2016, le moteur de base de l'ATS du modèle américain était un moteur à quatre cylindres en ligne de 2,5 litres atmosphérique produisant 205 ch (151 kW). En 2017, le moteur de base est un moteur à essence I4 turbocompressé de 2,0 litres développant 276 ch (203 kW), ce qui était facultatif les années précédentes. Un moteur à essence V6 de 3,6 litres atmosphérique (LGX) qui produit 340 ch (250 kW) est en option. Les modèles d'ATS de 2013 à 2015 avaient un moteur essence V6 LFX de 3,6 litres disponible GM s'est engagé à offrir un moteur diesel pour l'ATS, mais n'a pas spécifié de date de disponibilité,.
L'ATS est équipée de trois moteurs essence :
- 4 cyl. 2,5 L Ecotec de 203 ch (149 kW).
- 4 cyl. 2,0 L Turbo Ecotec de 274 ch (201 kW). (seul moteur vendu en France)
- V6 3,6 L de 325 ch (239 kW).

#### Transmissions
Toutes les versions de l'ATS étaient équipées de série d'une transmission automatique Hydra-Matic GM 6L45 à 6 vitesses de série jusqu'en 2015. La version turbo de 2,0 litres à propulsion peut être couplée à une transmission manuelle Tremec M3L TR-3160 à 6 vitesses en option,.
L'ATS de l'année modèle 2016 remplace toutes les utilisations du 6L45 à 6 vitesses par la nouvelle transmission automatique 8L45 à 8 vitesses.
Pour la Chine, les modèles 2014 et 2015 ont utilisé la boîte de vitesses GM 6T70. La boîte de vitesses GM 8L45 l'a remplacée pour les modèles 2016 et suivants.

### Niveaux de finition
En Amérique du Nord, au moment de l'introduction du modèle, l'ATS de 2013 était disponible en quatre niveaux de finition: Standard, Luxury, Performance et Premium.
En Chine, au moment de l'introduction du modèle, l'ATS est disponible en cinq couleurs extérieures et deux couleurs intérieures sur quatre niveaux de finition: Standard, Luxury, Elite et Comfort.

## Coupé ATS
La Cadillac ATS Coupé de 2015 a fait ses débuts au Salon de l'auto de Détroit 2014. La Cadillac à deux portes vise la Mercedes-Benz Classe C Coupé et la BMW Série 4. Elle a été mise en vente à l'été 2014 sous le nom de Cadillac ATS Coupé de 2015. Le coupé ATS est plus large que la berline. Deux modèles étaient disponibles au lancement. L'une avec un moteur quatre cylindres de 2,0 L développant 276 ch (203 kW) et un couple de 400 N m, l'autre avec un moteur de 3,6 L développant 325 ch (239 kW) et 373 N m de couple. Les acheteurs ont le choix entre une boîte manuelle à six vitesses ou une boîte automatique à six vitesses, et l'option de traction intégrale ou de traction arrière standard. La Cadillac ATS Coupé de 2015 est le premier modèle de production à porter le logo de la marque Cadillac nouvellement révisé sans sa couronne de laurier précédente, et a été présenté pour la première fois sur le concept-car Cadillac Elmiraj. Le coupé ATS a reçu la connectivité 4G LTE avec un hotspot WiFi, une interface CUE avec Siri Eyes Free et une chaîne stéréo Bose avec 12 haut-parleurs.

## ATS-L
En juillet 2014, Cadillac a annoncé qu'elle produirait une version à empattement long de l'ATS pour le marché chinois connue sous le nom d'ATS-L. L'ATS-L a un empattement de 85 mm plus long que la berline ATS standard et sera fabriquée en Chine par Shanghai GM.
Des véhicules ATS précédents avaient été importés en Chine depuis l'usine de fabrication de GM à Lansing dans le Michigan. L'ATS-L a un prix de départ de 270 000 yuans, soit environ 43 600 dollars. Le moteur essence turbocompressé LTG de 2 litres est de série sur toute la gamme, produisant 233 et 283 ch (172 et 208 kW). L'ATS-L fonctionnait auparavant sur la boîte de vitesses automatique GM 6T70 pour 2014 et 2015 et utilisait la boîte de vitesses automatique GM 8L45 de 2016 à 2019. Les niveaux de finition sont connus sous le nom de 25T et 28T. La production s'est terminée en septembre 2019.

## ATS-V
La Cadillac ATS-V est une version haute performance de la Cadillac ATS, semblable à la façon dont la CTS-V est au modèle CTS standard. L'ATS-V comprend deux styles de carrosserie, qui comprennent un moteur V6 DOHC turbocompressé et une suspension à réglage sportif. La berline et le coupé ATS-V ont été introduits pour l'année modèle 2016.
La berline à transmission automatique peut atteindre 97 km/h en 3,7 secondes et peut atteindre une vitesse de pointe de 304 km/h. L'ATS-V est à propulsion arrière et est propulsé par un V6 à double turbocompresseur LF4 de 3,6 L produisant 470 ch (346 kW) et 603 N m de couple.
Motor Trend a effectué une comparaison entre les BMW M3, ATS-V et Mercedes C63 AMG-S. La Cadillac a réussi à accélérer plus rapidement que les deux véhicules allemands et était la plus rapide autour de Willow Springs International Motorsports Park; c'était aussi la moins cher du test.
Cadillac a participé au Pirelli World Challenge de 2015 à 2017 avec la Cadillac ATS-V.R, une voiture de course basée sur l'ATS-V selon la réglementation GT3, développée en collaboration avec Pratt & Miller. Johnny O'Connell a remporté le championnat en 2015, terminé quatrième en 2016 et sixième en 2017. De plus, Michael Cooper a terminé troisième en 2016 et deuxième en 2017.

## Sécurité
Les tests effectués par la National Highway Traffic and Safety Administration des États-Unis ont évalué l'ATS de 2013 et 2014, à la fois sur les versions à traction arrière et à traction intégrale, à cinq étoiles en protection contre les collisions frontales, les collisions latérales et les renversements, ce qui donne au total cinq étoiles, le score le plus élevé possible. La NHTSA note la disponibilité de trois technologies recommandées par la NHTSA sur l'ATS: contrôle électronique de la stabilité, avertissement de collision avant et avertissement de sortie de voie,.

## Trophées
Voiture de l'année 2013 dans son pays
En 2012, l'ATS de 2013 a été choisie «Voiture de l'année» par Esquire, «Voiture de luxe de l'année» par le magazine Popular Mechanics et «Véhicule de l'année» par la Motor Press Guild,,.
En 2013, un jury composé de 49 journalistes des États-Unis et du Canada a nommé l'ATS de 2013, la voiture nord-américaine de l'année,.

## Ventes

### États-Unis
| Année civile | États-Unis | Monde  |
| ------------ | ---------- | ------ |
| 2012         | 7 008      |        |
| 2013         | 38 319     |        |
| 2014         | 29 890     | 46 648 |
| 2015         | 26 873     | 63 049 |
| 2016         | 21 505     |        |
| 2017         | 13 100     |        |
| 2018         | 10 859     |        |

### France
| Année  | 2013 | 2014 | 2015 | 2016 | 2017 | 2018 | 2019 | 2020 | Total |
| Ventes | 2    | 1    | 10   | 8    | 3    |      | 1    |      | 25    |